# 쾰른 선제후국
쾰른 선제후국(Kurfürstentum Köln)은 신성 로마 제국의 중요 선제후 국가였고 10세기에서 19세기 존재했었다. 쾰른 대주교의 혹스티프트(주교령)-세속적 소유지-로 구성되어 있었고 선제후라는 그의 지위로 통치를 하였다. 쾰른 선제후국을 쾰른 로마 가톨릭 대교구와 혼동되어서는 안되며, 후자는 오직 종교적 권위만을 행사했다. 신성 로마 제국에 다른 교권 선제후는 마인츠 선제후, 트리어 선제후만이 있다. 쾰른 선제후국은 또한 이탈리아 왕국의 재상(신성 로마 제국의 세 구성 요소 중 하나이며, 다른 나머지는 부르군트와 독일이다) 이기도 했으며, 제국의 모든 교권 선제후와 세속 선제후 중에서 마인츠 선제후 다음이자 트리어 선제후 앞인 서열 2위였다.
쾰른 선제후국의 수도는 쾰른이었으나 쾰른 시민들과의 분쟁으로 선제후는 수도를 본으로 옮기게 되었다. 쾰른의 제국자유도시화는 선제후의 명목상 세속 권위를 없앤 후인 1475년 이후에 인정되었다. 쾰른과 본은 1794년에 프랑스에 획득되었다. 선제후국의 오른쪽 지역은 독일 합병 시기에 세속화되었다.
쾰른 선제후국의 영토는 리에주와 뮌스터 같은 대주교에 종속된 주교들이 포함된 쾰른 대교구보다 작다.